# Kharas
Kharas (àrab: خاراس, Ḫārās) és un municipi palestí de la governació d'Hebron, a Cisjordània, situat 12 quilòmetres al nord-oest d'Hebron. Segons l'Oficina Central Palestina d'Estadístiques tenia 8.789 habitants el 2016. Es troba a la boca nord del Wadi ’Arab vora les ruïnes d''Elah. Limita amb Nuba i Beit Ula al sud, Surif al nord i Halhul a l'est. Té una àrea total de 6,781 dúnams.

## Història
A finals del domini otomà, en 1838, Edward Robinson va situar Kharas a S 14° E de Bayt Nattif.
Socin va trobar, en una llista oficial de pobles otomans de circa 1870, que «Charas» tenia 38 cases i una població de 120, tot i que el recompte de població només incloïa homes. Hartmann va documentar que «Charas» tenia 40 cases.
En 1883, el Fons per a l'Exploració de Palestina va descriure Kharas en el seu Survey of Western Palestine com «un petit llogaret situat al costat d'un dels turons més baixos, amb oliveres al voltant. A l'est hi ha un pou d'aigua.»

### Mandat Britànic de Palestina
En el cens de Palestina de 1922, dut a terme per les autoritats del Mandat Britànic, Kharas tenia 577 musulmans incrementats en el cens de Palestina de 1931 a 739 musulmans en 153 cases.
En el cens de 1945 la població de Kharas era de 970 musulmans, i l'àrea de terra de 6,781 dúnams de terra segons una enquesta oficial de terra i població. 615 dúnams eren plantacions i terra de rec, 3.532 per a cereals, mentre 38 dúnams eren sòl edificat.

### Ocupació jordana
Després de la Guerra araboisraeliana de 1948 i els acords d'armistici de 1949, Kharas va quedar sota un règim d'ocupació jordana. Des de la Guerra dels Sis Dies en 1967, Kharas ha romàs sota ocupació israeliana.